# Roussanne

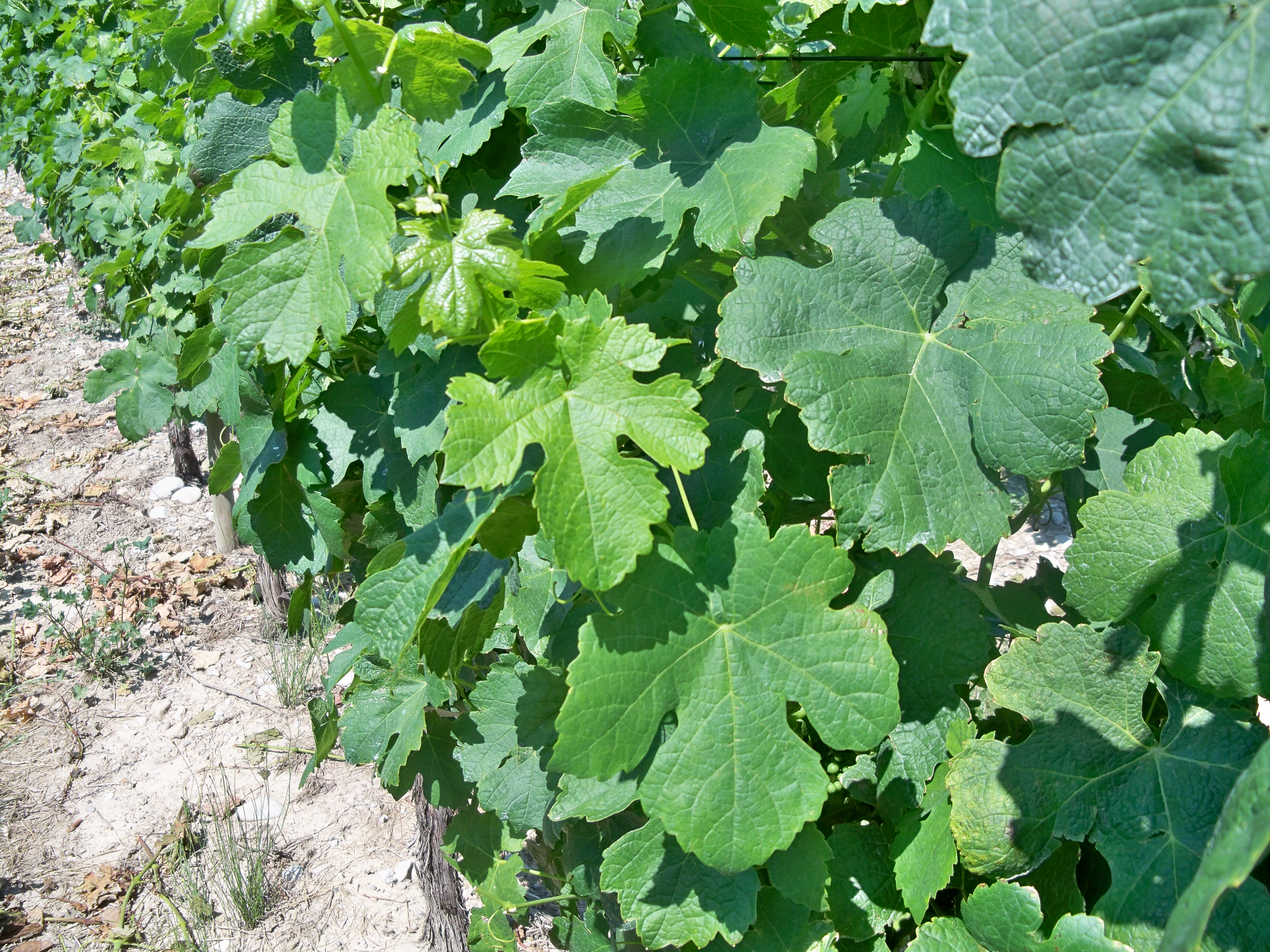
Leaves of Roussanne vines

Roussanne é uma casta de uva branca da família da Vitis vinifera, hoje pouco comum, e que é originária da região do Rio Reno, sendo normalmente utilizada junto com a uva Marsanne.

## Sinonímia
Entre os sinônimos desta uva estão Barbin, Bergeron (em particular na região da Savoia), Courtoisie, Fromental, Fromental jaune, Fromenteal, Fromenteau, Greffon, Greffou, Martin Cot, Petite Rousette, Picotin blanc, Plant de Seyssel, Rabellot, Rabelot, Ramoulette, Rebellot, Rebolot, Remoulette, Roussane, Roussane blanc, Roussanne blanc, Roussette, Rusan Belyi e Rusan Blan.
Existem uvas de nome semelhante que não têm relação com a Roussanne - mais notavelmente a Roussanne du Var cultivada na Provença e a Roussette encontrada na Savoia, que também é conhecida como Altesse.